# Bőjthe Miklós
Bőjthe Miklós, vezetékneve olykor Böythe formában is előfordul (Alsólendva, 1582 körül – 1640) katolikus püspök

## Élete
Szerémi püspök, győri egyházmegyei pap volt és 1631-ben az esztergomi egyházmegyében kanonok lett, később pedig a boldogságos Szűz Mária Ságról nevezett prépostja. 1637-ben szerémi püspökké neveztetett ki.

## Munkái
- Mariale manuale sodalitatis immaculatae B. M. V. Mariae, patronae Hungariae. Posonii. 1638.
- Egyházi beszédeit végrendeletileg Czeho István soproni plébános adta ki.